# (3416) Доррит
(3416) Доррит (лат. Dorrit) — астероид, относящийся к группе астероидов пересекающих орбиту Марса. Он был открыт 8 ноября 1931 года немецким астрономом Карлом Райнмутом в обсерватории Хайдельберг и назван в честь американской женщины-астронома Dorrit Hoffleit. 

Орбита астероида Доррит и его положение в Солнечной системе